# Elio (film)
Elio este un film animație american viitor regizat de Domee Shi, Madeline Sharafian și Adrian Molina.